# 林怡廷 (圍棋)
林怡廷（2006年11月10日—），出生於臺灣新竹市，臺灣圍棋女子職業棋士，現為圍棋職業三段。林怡廷在2023年第九屆健喬盃女子圍棋最強戰獲得冠軍，取得「女子最強」頭銜。

## 經歷
林怡廷2006年11月10日出生於臺灣新竹市，自8歲開始學習圍棋，啟蒙老師為竹北市竹仁棋院吳宗翰，後進入海峰道場。2018年起進入台灣棋院擔任院生，期間進入臺北市萬芳高中就讀。林怡廷在業餘期間，曾獲2021年教育部中學以下學校圍棋錦標賽國中女子組冠軍。台灣棋院評價林怡廷棋風，行棋計算力及直觀感較強，偶有妙手，但較易受情緒波動。
林怡廷在2022年7月取得職業棋士資格，晉升職業初段。同年在第八屆健喬盃女子圍棋最強戰首輪即遭楊子萱淘汰。2023年第九屆健喬盃女子圍棋最強戰初賽勝林鈺娗，複賽連勝王紫涵、盧鈺樺、楊子萱獲勝部冠軍，冠軍戰以半目險勝盧鈺樺，取得職業生涯首座冠軍，並獲得「女子最強」頭銜。林怡廷為此項賽事最年輕的奪冠者，依據規定，奪得女子最強頭銜後，可直升至職業三段，並自奪冠隔日起生效。
林怡廷在Go Ratings 2025年8月13日更新之圍棋世界排名為第745名，Elo等級分為2816分。

## 主要賽事成績
頭銜賽獲得冠軍並取得頭銜1次，為2023年取得「女子最強」頭銜。
| 年份 | 賽事                         | 項目 | 成績 |
| ---- | ---------------------------- | ---- | ---- |
| 2023 | 第九屆健喬盃女子圍棋最強戰   |      | 冠軍 |
| 2025 | 第十一屆健喬盃女子圍棋最強戰 |      | 亞軍 |

## 逸聞
第九屆健喬盃女子圍棋最強戰賽前，林怡廷接受海峰棋院訪問，當問到如果獲得冠軍時，要如何使用這筆獎金，林回答「那不可能」，爾後在該屆贏得冠軍。

## 外部連結
- 海峰棋院 林怡廷 （页面存档备份，存于）（繁體中文）